# Unione Sportiva Femminile Salernitana
L'Unione Sportiva Femminile Salernitana, meglio nota come Salernitana, è stata una società di calcio femminile italiana con sede nella città di Salerno, attiva dal 1971 al 1977. Il suo colore sociale era il granata e disputava le gare interne allo stadio Donato Vestuti. Nel corso della sua storia ha vinto un campionato italiano di seconda serie nel 1976 e ha partecipato a due campionati di Serie A.

## Storia
La prima squadra femminile di calcio a Salerno nacque nel 1969 dall'imprenditore Ermanno Lauria con il nome di Associazione Calcio Femminile Citroen188, società che nella stagione successiva cambierà denominazione in A.C.F. Lauria - Salerno restando in attività fino al 1975.
Nel 1971 sorsero altre realtà calcistiche nel territorio salernitano, come la Polisportiva Salernitana, partecipante al campionato di Serie A 1972 ma esclusa alla prima di ritorno dopo due rinunce, e la Polisportiva Pontecagnano. Le due società si fusero nel 1973 originando la Unione Sportiva Femminile Salernitana, ispirandosi chiaramente, per nome, colore sociale (granata) e simbolo adottato (l'ippocampo) alla più popolare Salernitana maschile.
Nel 1974 la squadra partecipò al suo primo campionato, in Serie A Interregionale (seconda serie, dal 1978 rinominata Serie B), vincendo il suo raggruppamento e venendo ammessa alle eliminatorie per la promozione in Serie A: venne poi eliminata nei quarti di finale dall'A.C.F. Perugia. Nel 1975 la squadra concluse al terzo posto il suo raggruppamento, venendo nuovamente ammessa alle eliminatorie per la promozione in Serie A, ma vi rinuncia a causa di problemi economici, iscrivendosi nuovamente al campionato cadetto.
Nel 1976 arrivò la svolta. La Salernitana vinse il girone F del campionato Interregionale e accedendo alle finali per la promozione in Serie A. In semifinale sconfisse la Roma Italparati e in finale il Pordenone, ottenendo il titolo di "Campione Italiano dell'Interregionale femminile 1976" e la promozione in Serie A.
La Salernitana approdò per la prima volta in Serie A nel 1977, ma la società, priva di adeguati mezzi economici e poi sommersa dai debiti, concluse il campionato all'ultimo posto in classifica a zero punti con 2 vittorie e 20 sconfitte e 4 punti di penalizzazione per quattro rinunce, retrocedendo in Serie B. Dopo la retrocessione la società scomparve.
Nel 1982 una nuova società, la A.C.F. Salernitana, venne fondata da Aida Rienzi, portiere della U.S.F. Salernitana che ottenne la promozione in Serie A, società che rimase attiva fino al 2010.

## Colori e simboli
Il colore ufficiale della Salernitana femminile, come per la squadra maschile, era il granata. Il simbolo ufficiale era l'ippocampo ma, a differenza della squadra maschile, il cavalluccio ha una forma uguale ad un ippocampo intero.

## Strutture

### Stadio
La Salernitana femminile disputava le gare interne allo Stadio Donato Vestuti, il secondo impianto della città di Salerno per capienza, ubicato in piazza Renato Casalbore. La struttura può ospitare fino a 9 000 spettatori (3 000 tribuna, 2 000 distinti, 4 000 curve), il campo di calcio è lungo 110 metri e largo 60.

## Allenatori e presidenti
| Allenatori - 1969 Emilio Forte - 1970 Alfredo Salzano - 1972 Lino Coppola - 1973-1975 Mario Saracino - 1975 Elio Onorato | Presidenti - 1969-1971 Ermanno Lauria - 1971 Donato Troisi (Pol. Pontecagnano)- Raffaele Bassano (Pol. Salernitana) - 1971-1977 Raffaele Bassano |

## Calciatrici
In questo elenco sono riportati i nomi di alcune giocatrici che hanno conquistato il titolo di Campionesse d'Italia dell'Interregionale nel 1976:
- Aida Rienzi (Portiere)
- Teresa Smarra (Difensore)
- Teresa De Marco
- Anna Carmando
- Patrizia Onorato (Centrocampista)
- Lucia De Martino

## Palmarès
- Campionato Interregionale: 1

1976

## Statistiche e record

### Partecipazioni ai campionati
| Livello | Categoria              | Partecipazioni | Debutto | Ultima stagione | Totale |
| 1º      | Serie A                | 2              | 1972    | 1977            | 2      |
| 2º      | Serie A Interregionale | 1              | 1974    | 1974            | 3      |
| 2º      | Interregionale         | 2              | 1975    | 1976            | 3      |

### Statistiche di squadra
Nella sua storia, la Salernitana femminile ha partecipato a due campionati di massima serie. Nella sua prima apparizione, nel 1972, partecipa come Polisportiva Salernitana, al suo unico campionato disputato prima di fondersi con la Pol. Pontecagnano, è inclusa nel girone D, ma viene esclusa dopo due rinunce dalla prima giornata di ritorno del campionato. La sua seconda apparizione è nel 1977, dove conclude all'ultimo posto in classifica con quattro punti di penalizzazione in seguito a quattro rinunce, ottiene sul campo soltanto 6 punti in tutto il campionato non contando le penalizzazioni: 2 vittorie, 0 pareggi e 20 sconfitte.
Partecipa a 3 edizioni del campionato di seconda serie, con una vittoria nel 1976, ottenendo la sua prima ed unica promozione in massima serie.
Serie A
- Stagioni disputate: 2
- Miglior piazzamento: 12º posto (nella stagione 1977)

Serie B
- Campionati vinti: 1 (nella stagione 1976)
- Promozioni in Serie A: 1 (nella stagione 1976)
- Stagioni disputate: 3

- Valigi Perugia -  Salernitana 0-1
- Roma Italparati -  Salernitana 1-2

Sconfitte più larghe
- ACF Milan -  Salernitana 13-0
- Salernitana -  Padova 0-6
- Padova -  Salernitana 6-0
- Lazio Lubiam -  Salernitana 6-0
- Pordenone Ledysan -  Salernitana 9-1

### Risultati delle gare in Serie A 1977
| Risultati delle gare di campionato | Risultati delle gare di campionato  | Risultati delle gare di campionato | Risultati delle gare di campionato  | Risultati delle gare di campionato |
| Giornata                           | Andata                              | Risultato                          | Ritorno                             | Risultato                          |
| ---------------------------------- | ----------------------------------- | ---------------------------------- | ----------------------------------- | ---------------------------------- |
| 1                                  | Salernitana - Italinox Gorgonzola   | 2-3                                | Italinox Gorgonzola - Salernitana   | 2-0                                |
| 2                                  | Valigi Perugia - Salernitana        | 0-1                                | Salernitana - Valigi Perugia        | 0-2                                |
| 3                                  | Roma Italparati - Salernitana       | 1-2                                | Salernitana - Roma Italparati       | 0-2                                |
| 4                                  | Salernitana - Padova                | 0-6                                | Padova - Salernitana                | 6-0                                |
| 5                                  | Lazio Lubiam - Salernitana          | 6-0                                | Salernitana - Lazio Lubiam          | 0-3                                |
| 6                                  | Salernitana - Diadora Valdobbiadene | 2-8                                | Diadora Valdobbiadene - Salernitana | 2-0                                |
| 7                                  | GBC Milan - Salernitana             | 13-0                               | Salernitana - GBC Milan             | 0-4                                |
| 8                                  | Salernitana - Pordenone Ledysan     | 1-2                                | Pordenone Ledysan - Salernitana     | 9-1                                |
| 9                                  | Eurokalor Bologna - Salernitana     | 2-0                                | Salernitana - Eurokalor Bologna     | 0-2                                |
| 10                                 | Salernitana - Rutilius Sport        | 0-2                                | Rutilius Sport - Salernitana        | 2-0                                |
| 11                                 | Metra Rodengo Saiano - Salernitana  | 3-0                                | Salernitana - Metra Rodengo Saiano  | 0-2                                |